# Ignacio del Castillo Sanz de Santamaría
Ignacio Javier del Castillo Guevara y Sanz de Santamaría fue un noble neogranadino, llamado el segundo Marqués de Surba, heredó el mayorazgo de San Lorenzo de Bonza de su padre Luis Diego del Castillo Caicedo, además fue alcalde ordinario de Tunja en el siglo XVIII.
Se casó con su prima hermana Josefa Sanz de Santamaría Mojica hija de Nicolás Mojica Vergara.